# 青木千絵
青木 千絵（あおき ちえ、1981年 - ）は日本の彫刻家。布、発泡体、ラッカーを用いた彫刻作品を制作している。また、頭や顔を欠いた、不定形な人体を表現した彫刻作品を多く発表している。

## 来歴
1981年、日本の岐阜県生まれ。豊田市美術館でキュレーターとして勤務していた父から、実存的な葛藤を表現したアルベルト・ジャコメッティの彫刻作品を教えられた。2005年に金沢美術工芸大学で美術工芸学部を修了し、2006年には卒業作品を完成させている。娘が二人いる。

## 作品とテーマ
青木の作品は超現実的で、変態や変身をイメージさせる。彫刻の制作過程としては、まずスタイロフォームのブロックを彫り、その上から黒漆を塗ってから、そこから磨きをかけたものであるものが多い。
エドヴァルド・ムンクの作品に見られる、心理的なテーマから影響を受けている。

## 所蔵美術館
青木の作品は、以下のコレクションやギャラリーで所蔵・展示されている：
- 金沢21世紀美術館[7]
- CONTEXT Art Miami（フロリダ州マイアミ）[4]
- 兵庫県立美術館[15]
- 喜多方市美術館[7]
- LIXILギャラリー（大阪市、閉業済み）[7]
- ミネアポリス美術館[3]
- 現代美術 艸居（京都市）[16]
- 多摩美術大学[7]